# Robert Louis Stevenson

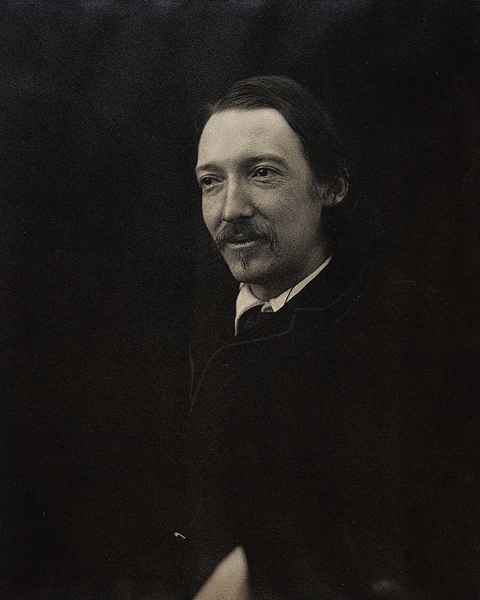
Robert Louis Stevenson

Robert Louis (Balfour) Stevenson (13. listopad 1850 Edinburgh, Skotsko – 3. prosinec 1894, Vailima, ostrov Upolu, Samoa) byl skotský romanopisec, básník, spisovatel cestopisů a amatérský hudební skladatel, vedoucí představitel novoromantismu v anglické literatuře.

## Životopis
Narodil se v roce 1850 v hlavním městě Skotska Edinburghu jako Robert Lewis Balfour Stevenson. Přibližně ve věku osmnácti let si změnil druhé jméno z „Lewis“ na „Louis“. Jeho otec Thomas Stevenson, dědeček Robert Stevenson i pradědeček byli významní stavitelé a provozovatelé majáků. Po nich zřejmě zdědil náklonnost k dobrodružství, volání moře a cestování. Jeho dědeček z matčiny strany Lewis Balfour byl profesorem etiky a pastorem. Právě v jeho domě strávil významnou část dětství. Stevenson o něm říkal, že po něm zdědil zálibu v pronášení veřejných proslovů a zároveň odpor k jejich poslouchání. Pravděpodobně po své matce Margaret Balfourové měl slabé plíce (zřejmě šlo o tuberkulózu), následkem čehož trávil celé zimy v posteli, přičemž mu jeho ošetřovatelka dlouhé hodiny předčítala z Bible a životopisů starých skotských Covenanterů (představitelů presbyteriánského skotského hnutí během 17. století). Přes léto ho posílali, aby si hrál venku, kde se projevoval jako živé bezstarostné dítě. V jedenácti letech se jeho zdraví zlepšilo natolik, že ho rodiče zapsali na Edinburskou akademii, aby mohl později nastoupit na Edinburskou univerzitu a následovat tak svého otce, stavitele majáků. V této době hodně četl. Zvláště Shakespeara, Waltera Scotta, Johna Bunyana a Arabské příběhy tisíce a jedné noci.
Na Edinburskou univerzitu nastoupil v sedmnácti letech, ale brzy zjistil, že nemá ani technické myšlení, ani fyzické schopnosti, aby uspěl jako inženýr. Během cesty, na kterou ho jeho otec vzal v naději, že v něm vzbudí zájem o konstrukci majáků, zjistil, že má plnou hlavu spíše podivuhodných romancí opěvujících pobřeží a ostrovy, které navštívili. Jeho přísný otec nakonec přijal jeho rozhodnutí věnovat se literatuře, ale doporučil mu nejdříve studovat práva, aby měl zajištěnou existenci a „něco v záloze“. Stevenson poslechl a v pětadvaceti letech složil advokátské zkoušky, i když se jeho zdravotní stav vinou práce a starostí značně zhoršil.

### Manželství a cestování

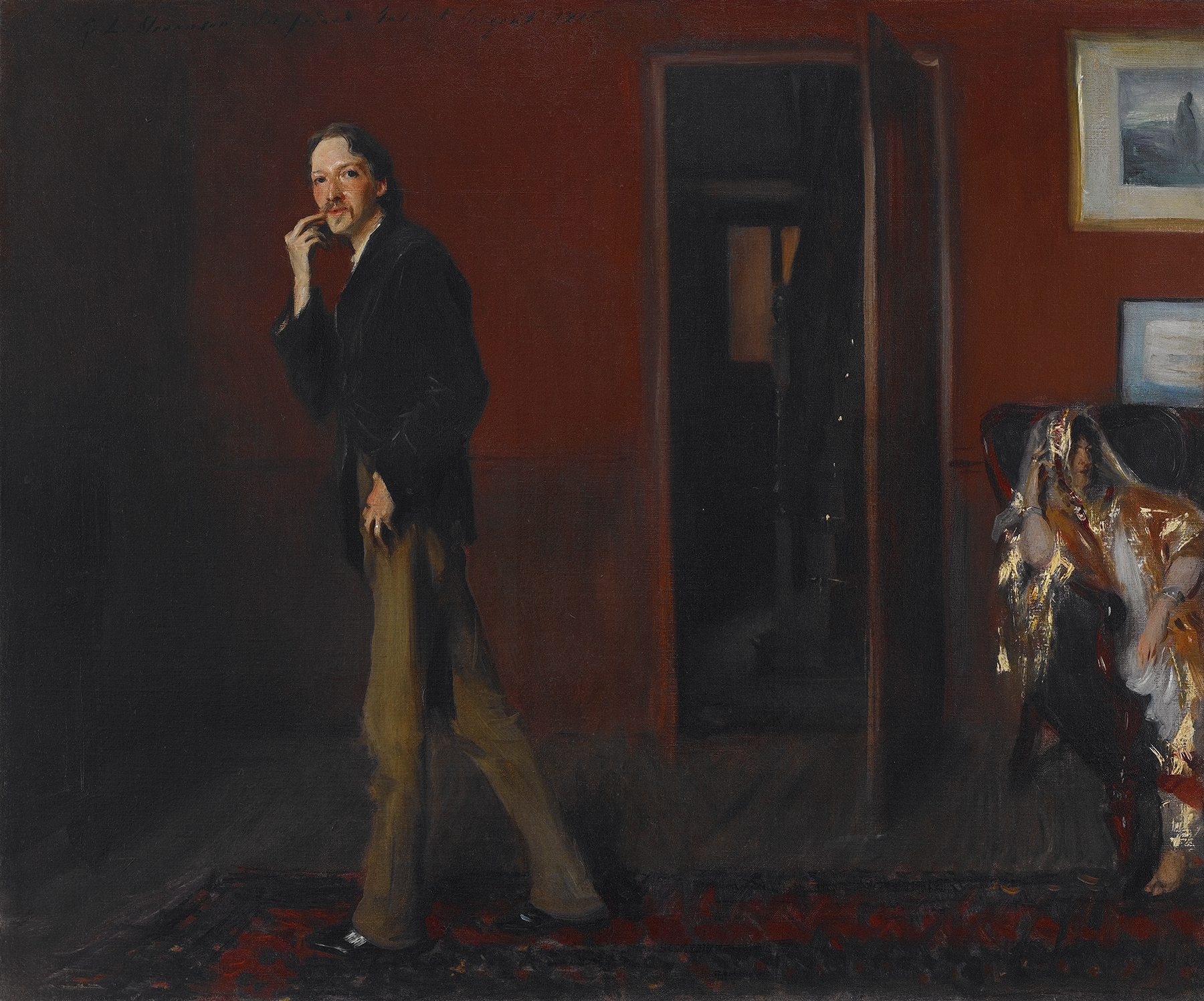
Stevenson a jeho žena, obraz od J. S. Sargenta, 1885

Další čtyři roky strávil většinou na cestách za lepším podnebím, které by více prospívalo jeho zdraví. Mnohokrát vykonal dlouhé cesty do Fontainebleau, Barbizon, Grez a Nemours, kde se stal členem tamějších uměleckých společenství. Často zajížděl i do Paříže, kde navštěvoval galerie a divadla. V té době poznal svou budoucí ženu, paní Osbournovou, a seznámil se s většinou svých stálých přátel, mezi něž patřil Sidney Colvin, jeho životopisec a literární agent, William Henley, se kterým spolupracoval na divadelních dílech, paní Sitwellová, která mu pomohla z náboženské krize, a kritici Andrew Lang, Edmund Gosse a Leslie Stephen. Vykonal také cesty, které popisuje v dílech Plavba do vnitrozemí (An Inland Voyage) a Putování s oslicí po Cévennách (Travels with a Donkey in the Cevennes). Kromě toho napsal přes dvacet článků a esejů, které vyšly v různých časopisech. Ačkoliv se jeho rodičům zdálo, že marní čas a propadá lenosti, ve skutečnosti nepřetržitě studoval, aby dovedl k dokonalosti svůj styl psaní, rozšířil si životní obzory a stal se tak skutečným literátem.
Když se v roce 1879 setkal v Paříži s malířkou Fanny Vandegrift Osbournovou, byla to láska na první pohled. O několik měsíců později, poté, co se vrátila domů do San Francisca v Kalifornii, se Stevenson dozvěděl, že je nemocná, a rozhodl se odjet za ní. Protože jeho přátelé byli proti této cestě (a s ohledem na názory svého otce), rozhodl se vyplout, aniž by o tom rodiče uvědomil. Cestoval v podpalubí, aby ušetřil peníze, ale také aby poznal, jak cestují jiní lidé, a zvýšil tak „dobrodružnost“ plavby. Z New Yorku pokračoval vlakem do Kalifornie. Později o této cestě napsal v Amatérském emigrantovi (An Amateur Emigrant) a Přes pláně (Across the Plains). Byla to sice zkušenost dobrá pro jeho literární dílo, ale poničila jeho zdraví a do Monterey dorazil už na pokraji smrti. Do života ho vrátila až péče místních rančerů, kteří se ho ujali.
V prosinci 1879 se jeho zdraví opět zlepšilo, takže pokračoval do San Francisca, kde se po několik měsíců snažil přežít v bídných podmínkách jen za pomoci svého psaní. Na konci zimy ho však zdraví zradilo znovu a zase se zdálo, že se přiblížil konec. Paní Osbornová, v té době už rozvedená, se zatím uzdravila z vlastní nemoci a stala se jeho další ošetřovatelkou. I otec, když se dozvěděl o jeho nesnázích, poslal peníze, aby mu v té těžké době pomohl.
V květnu 1880 se i přes špatný zdravotní stav oženil a se svou ženou a jejím synem Lloydem odjeli na svatební cestu do údolí Napa Valley v horách severně od San Francisca, kde prožili léto v opuštěné hornické osadě. Zážitky popsal v The Silverado Squatters. Seznámil se také s Charlese Warrenem Stoddardem, jedním z vydavatelů časopisu Overland Monthly a autorem Idyl jižních moří (South Sea Idylls), který na něj naléhal, aby se vydal na cestu po jižním Pacifiku. K této myšlence se o několik let později ještě vrátil. V srpnu 1880 se s celou rodinou přeplavil z New Yorku zpět do Anglie, kde je v přístavu očekávali jeho rodiče a jeho přítel Sidney Colvin, kteří byli rádi, že se vrací domů. Paní Stevensonová postupně dokázala urovnat rozpory mezi otcem a synem a díky svému půvabu a důvtipu se stala vítanou součástí své nové rodiny.

### Cesta přes oceán

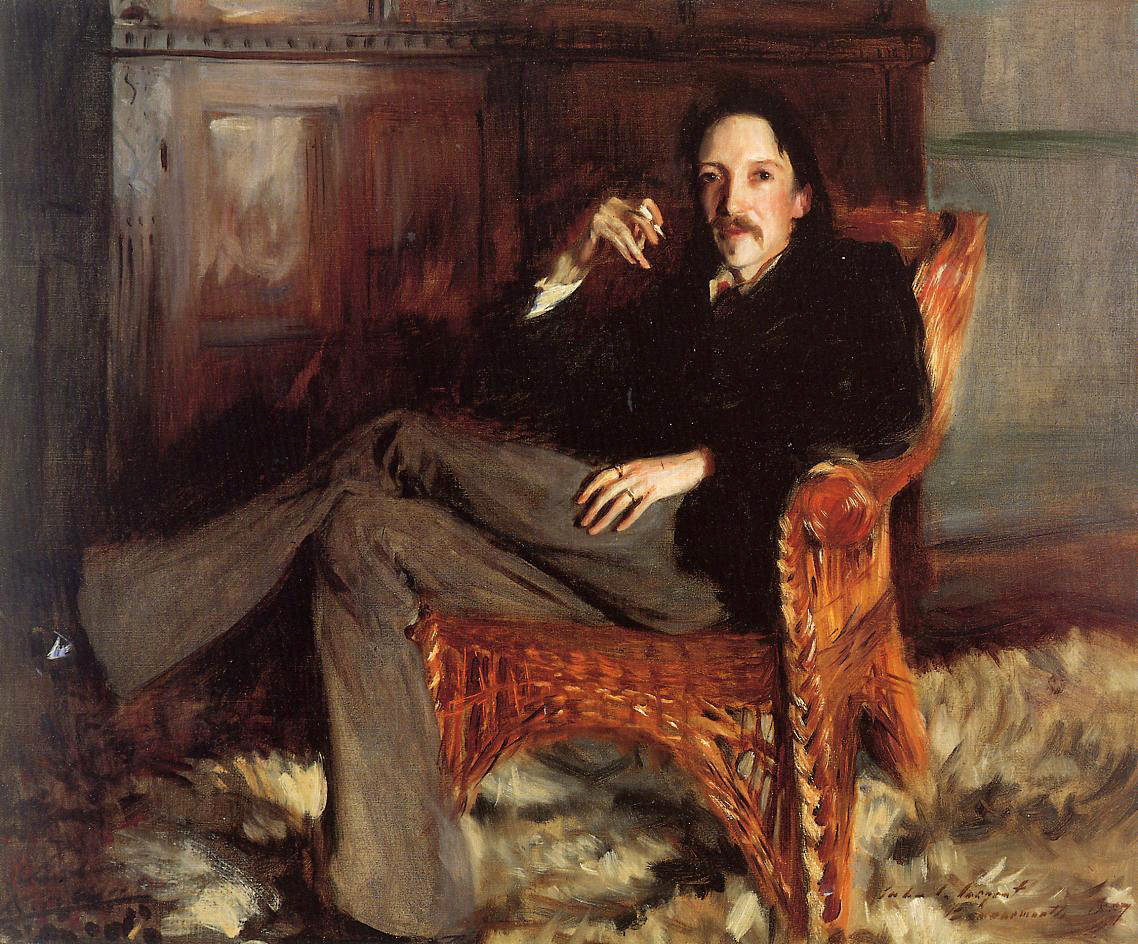
Portrét od J. S, Sargenta, 1887

Po sedm let mezi roky 1880 a 1887 Stevenson bezvýsledně hledal místo, kde by mohl žít se svou nemocí. Léta trávil na různých místech Skotska a Anglie, na zimu odjížděl do slunné Francie, žil v Chalet de Solitude ve městě Hyères v jižní Francii i ve vesničce Davos-Platz ve Švýcarsku. Na těchto místech byl šťastný a i přes postupující chorobu napsal značnou část ze svých nejznámějších děl: Ostrov pokladů (Treasure Island), Únos (Kidnapped), Podivuhodný případ Dr. Jekylla a pana Hyda (Strange Case of Dr. Jekyll and Mr. Hyde), Dítě tak samo (Dětský sad poezie, A Child's Garden of Verses) a V podrostu (Underwoods).
Po smrti svého otce v roce 1887 se domníval, že už mu nic nebrání uposlechnout rady psychiatra, aby zcela změnil podnebí. Se svou rodinou a matkou se vydal na cestu do Colorada, ale po přistání v New Yorku se rozhodl prožít zimu ve vesnici Saranac Lake v Adirondackých horách. Během velmi chladné zimy napsal mnohé ze svých nejlepších esejí včetně Pulvis et Umbra, začal pracovat na Rytíři z Ballantrae (The Master of Ballantrae) a na další léto plánoval výlet po jižním Tichém oceánu.
V červnu 1888 si pronajal jachtu Casco a s celou rodinou vyplul ze San Francisca. Slaný mořský vzduch a příslib dobrodružství mu napomohly k uzdravení a po další téměř tři roky prozkoumával východní a střední část Pacifiku, přičemž navštěvoval významnější souostroví a na delší dobu se zastavil na Havaji, kde se spřátelil s králem Kalākauem, se kterým trávil mnoho času. Stal se z něj také nejlepší přítel královy neteře princezny Victorie Kaiulani, která byla také skotského původu.
Během výletu pobývali i na Gilbertových ostrovech. Tam navrhl v roce 1889 pro krále Binoka novou vlajku, která byla tvořena třemi vodorovnými pruhy: červeným, žlutým a zeleným, přes které byla položena černá silueta žraloka. Pruhy symbolizovaly atoly Abemama, Kuria a Aranuka, žralok připomínal legendu o černém žraloku (královu předku).
Navštívil také Tahiti a Samojské ostrovy. V tomto období dokončil Rytíře z Ballantrae, složil dvě balady inspirované ostrovními legendami a napsal Skřítka v láhvi (The Bottle Imp). Zážitky z těchto let se zachovaly v různých dopisech a díle Do jižních moří (The South Seas).

### Poslední léta

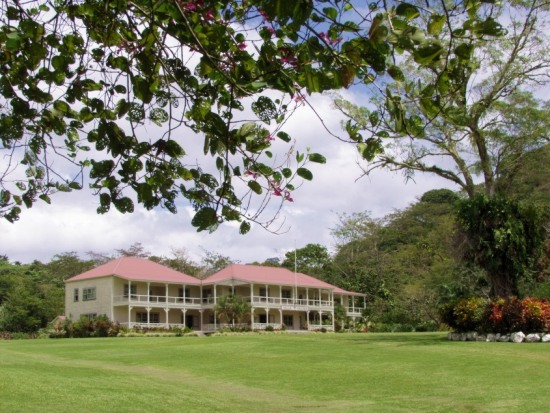
Stevensonova rezidence Vailima, kde je dnes jeho muzeum

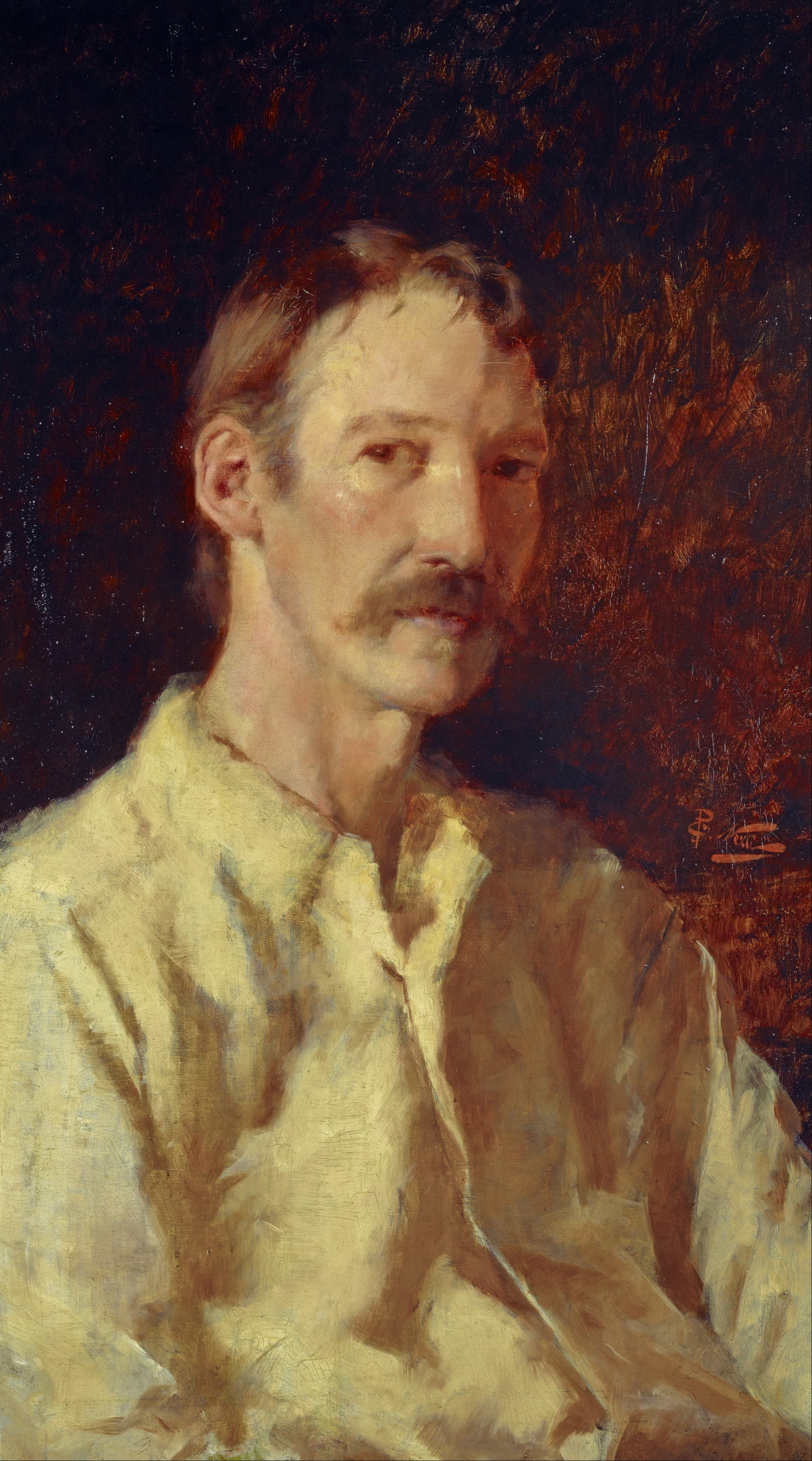
Portrét od G. Nerliho, 1892

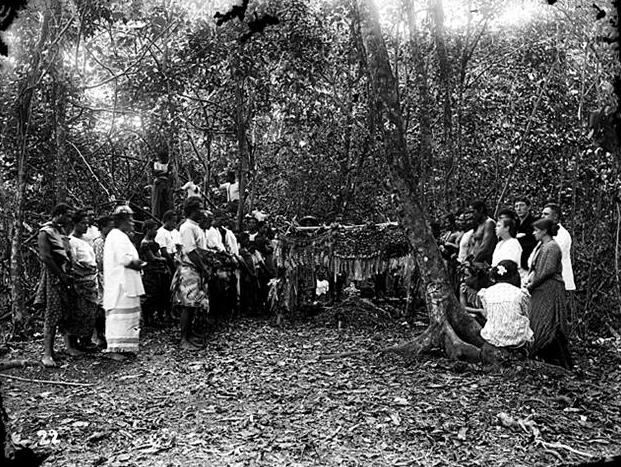
Thomas Andrew: Pohřeb a hrob Roberta Louise Stevensona, Mount Vaea, Samoa, 1894

V roce 1890 zakoupil čtyřsetakrový (162 ha, 1.6 km2) pozemek na samojském ostrově Upolu. Zde se po dvou zmařených pokusech navštívit Skotsko a těžkém rozhodování trvale usadil na statku pojmenovaném stejně jako nedaleká vesnice – Vailima („Patero řek“). Postupně získal velký vliv na domorodce, kteří se s ním přicházeli radit a brzy se zapojil i do místní politiky. Byl přesvědčen, že evropští úředníci původním obyvatelům špatně vládnou a po mnoha marných pokusech zjednat nápravu, uveřejnil Poznámku k dějinám (A Footnote to History), kde vyjádřil ostrý protest proti stávajícím podmínkám. Následkem bylo odvolání dvou státních úředníků a Stevenson sám se po nějaký čas obával, že i on bude vypovězen.
Kromě toho, že se věnoval stavbě svého domu, úpravám pozemku a mnoha způsoby pomáhal domorodcům, nepřetržitě a s nadšením psal. V tomto období vznikly Falesánské pobřeží (The Beach at Falesá), David Balfour, Odliv (The Ebb-Tide) a také Dopisy z Vailimy (Vailima Letters).
Během léta 1894 Stevenson propadl depresím. Domníval se, že už vyčerpal svůj tvůrčí talent a vydal všechny síly. Zdálo se mu, že to pociťuje stále jasněji s každým dalším pokusem, kdy jediné co dokázal napsat byla jen prázdná slova. Také se obával, že zemře v posteli jako bezmocný invalida. Následně se mu ale jeho energie náhle vrátila a začal pracovat na Weirovi z Hermistonu (Weir of Hermiston). Měl pocit, že je to nejlepší práce, kterou kdy napsal a toužil si se svou literární postavou vyměnit místo. Netušil však, že se blíží ke konci života a román už nedokončí.
3. prosince 1894 v dopoledních hodinách jako obvykle intenzivně pracoval na Weirovi z Hermistonu. Odpoledne, zatímco hovořil se svou ženou a snažil se otevřít láhev vína, se náhle s výkřikem, že jeho tvář se změnila ve tvář někoho jiného, svalil k zemi. Zemřel během několika hodin pravděpodobně na krvácení do mozku. Bylo mu 44 let. Domorodci jeho tělo uložili na lůžko a v doprovodu stráží v noci donesli na ramenou na několik mil vzdálený vrcholek útesu čnícího nad mořem, kde svého Tusitalu, což v samojštině znamená „vypravěč příběhů“, pohřbili.

## Současný pohled
Stevenson byl celebritou už za svého života. Se vzestupem moderní literatury po první světové válce na něj však po většinu dvacátého století bylo pohlíženo jako na autora druhé kategorie a byl vykázán do oblasti dětské literatury a horroru. Po odsouzení autory jako byli Virginia Woolfová nebo Leonard Woolf byl postupně vyloučen z literatury vyučované ve školách. V knize Oxford Anthology of English Literature (Oxfordská antologie anglické literatury) z roku 1973, která má 2 000 stran, není vůbec zmíněn. Stevenson byl znovu objeven ke konci 20. století, kdy začal být opět uznáván jako umělec s velkým záběrem a citem pro věc, literární teoretik, esejista, sociální kritik, svědek koloniální historie jižního Pacifiku i jako humanista. V současné době je srovnáván s autory jako je Joseph Conrad (kterého ovlivnil svými příběhy z jižních moří) a Henry James, jsou psány nové vědecké studie a existují organizace věnované jeho dílu. Bez ohledu na názory vědců je stále velmi populární a podle seznamu nejpřekládanějších autorů Index Translationum je na 25. místě na světě, před takovými autory, jako Charles Dickens, Oscar Wilde nebo Edgar Allan Poe.

## Z díla

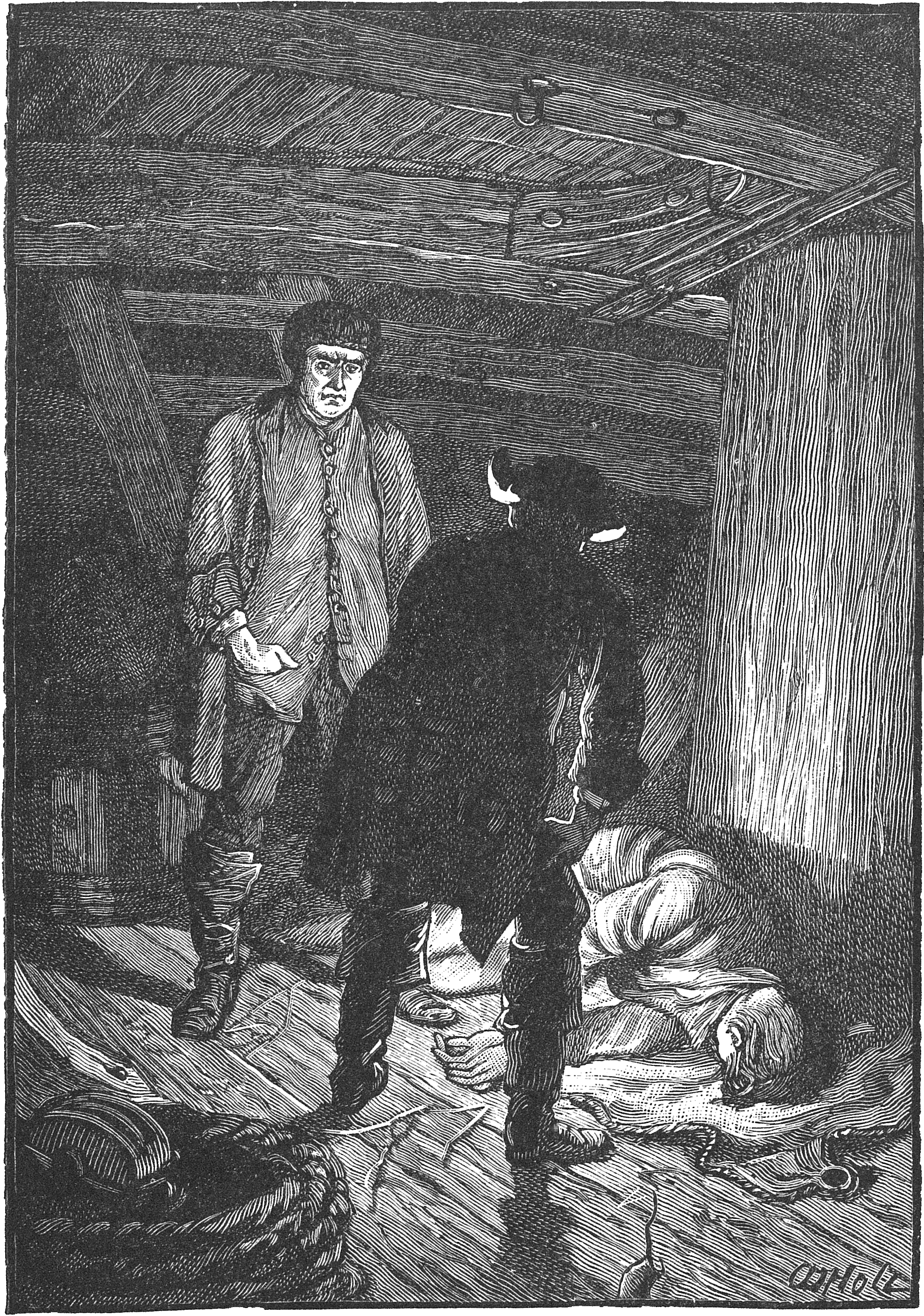
Ilustrace k románu Únos (autor William Brassey Hole)

### Beletrie
- Klub sebevrahů (The Suicide Club) (1878), sbírka povídek,
- Pavilon na písčinách (The Pavilion on the Links) (1880), povídka později zahrnutá do Nových povídek Tisíce a jedné noci,
- Nové povídky Tisíce a jedné noci (The New Arabian Nights) (1882), sbírka povídek,
- Ostrov pokladů (Treasure Island, přeloženo také jako Poklad na ostrově nebo Zlatý ostrov) (1883) – První velký úspěch: dobrodružný příběh o pirátech a zakopaném pokladu, který byl také mnohokrát zfilmován. Původní název byl The Sea-Cook.
- Princ Otto (Prince Otto) (1885), příběh zasazený do imaginární země jménem Grünewald,
- The Dynamiter: More New Arabian Nights (1885),
- Únos (Kidnapped) (1886), historický román,
- Podivný případ Dr. Jekylla a pana Hyda (The Strange Case Of Dr. Jekyll And Mr. Hyde) (1886). Dostupné online
- Veselí mužíci (The Merry Men and Other Tales and Fables) (1887),
- Černý šíp (The Black Arrow: A Tale of the Two Roses) (1888), historický dobrodružný román zasazený do období války růží,
- Rytíř z Ballantrae (přeloženo také jako Pán z Ballantrae, The Master Of Ballantrae) (1889), mistrovský příběh pomsty situovaný do Skotska, Ameriky a Indie,
- Tajemná bedna (The Wrong Box, přeloženo také jako Tajemný sud), (1889), humoristický román napsaný společně s Lloydem Osbournem,
- Katriona, (Catriona) (1893), historický román, volné pokračování románu Únos, (Kidnapped),
- Weir z Hermistonu (Weir Of Hermistone) (1896), román, který před smrtí nestačil dokončit.

### Krátké povídky a jiná díla
- Důvěrné studie lidí a knih (Familiar Studies Of Men And Books) (1882),
- Virginibus Puerisque, and Other Papers (1881), esej An Apology for Idlers z této sbírky, česky jako Obrana zahalečů
- Markheim (1884),
- Lupič mrtvol (The Body Snatcher) (1885),
- Vzpomínky a portréty (Memories And Portraits) (1887), sbírka esejů,
- Kumpáni a jiné příběhy a báje (The Merry Men And Other Tales And Fables) (1887),
- Father Damien: an Open Letter to the Rev. Dr. Hyde of Honolulu (1890),
- Vailima Letters (1895),
- St. Ives: being the Adventures of a French Prisoner in England (1897).

### Poezie
- Dětský sad poezie (A Child's Garden of Verses, přeloženo také jako Dítě tak samo) (1885),
- Underwoods (1887), sbírka poezie napsaná současně v angličtině i skotštině,
- Songs of Travel and Other Verses (1896),
- Ballads (1891).

### Cestovatelská díla
- An Inland Voyage, (Plavba do vnitrozemí) (1878),
- Putování s oslicí po Cévennách (Travels with a Donkey in the Cévennes)) (1879),
- The Silverado Squatters (1883),
- Across the Plains (napsáno v letech 1879-80, zveřejněno v roce 1892),
- The Amateur Emigrant (napsáno v letech 1879-80, zveřejněno v roce 1895).

### Ostrovní literatura
Ačkoliv to není příliš známo, jeho ostrovní fantastická i nefantastická literatura patří k nejoceňovanějším a nejsbíranějším dílům 19. století, která popisují oblast Tichomoří.

#### Nebeletristická díla z Tichomoří
- Do jižních moří (In the South Seas), sbírka článků a esejů o jeho cestách po Pacifiku,
- A Footnote to History, Eight Years of Trouble in Samoa (1892).

#### Ostrovní beletrie
- Falesánské pobřeží (The Beach Of Falesá) (1892),
- Příběhy ostrovních nocí (An Island Nights' Entertainment, také přeloženo jako Noční dobrodružství na ostrovech) (1893), obsahuje tři povídky: Skřítek v láhvi (The Bottle Imp), The Beach at Falesá a The Isle of Voices,
- Vrak (The Wrecker, také přeloženo jako Tajemství ztroskotané lodi, Loď mrtvých (1892), napsáno s Lloydem Osbournem,
- Odliv (The Ebb Tide) napsáno s Lloydem Osbournem.

### Hudební skladby
Robert Louis Stevenson byl také amatérským hudebním skladatelem. Psal písně v typickém kalifornském stylu osmdesátých let devatenáctého století – salónní hudbu spíše zábavného zaměření. Uměl hrát na flažolet (nástroj podobný hoboji), studoval harmonii a jednoduchý kontrapunkt a byl obeznámen se základními instrumentálními technikami, jako je transpozice. Mezi jeho skladby patří např. Fanfára, Melodie pro flažolet, Habanera nebo Čtverylka. Robert Hughes v roce 1968 upravil mnohé Stevensonovy písně pro komorní orchestr a v témže roce s nimi podnikl turné po tichomořském severozápadě .